# Richard Ahlqvist
Jarl Richard Cecil Ahlqvist, född 16 september 1938 i Helsingfors, död 23 augusti 2013 i Höganäs, var en finländsk-svensk arkitekt, målare och tecknare. 
Ahlqvist utexaminerades som arkitekt från Tekniska högskolan i Helsingfors 1968. Han arbetade med region- och landskapsplanering och deltog i arbetet med upprustningsplanen för Sveaborgs landskap 1978–1987. Han publicerade även artiklar om landskapsvård. Han var från 1979 verksam som fri konstnär och höll utställningar i av målningar och teckningar med natur och landskap som huvudtema både i Finland och i Sverige, där han bosatte sig 1982. Han ställde 1981 ut Bilder från Helsingfors i Finlands arkitekturmuseum och övergick på 1980-talet allt mer till måleriet, som i slutet av decenniet fick ett expressivare uttryck och närmade sig det abstrakta. På senare tid återgick han i allt högre grad till att teckna och måla landskap bland annat med motiv från Italien. Han ägnade sig också åt figurteckning och figurmåleri samt utförde en rad beställningsporträtt.